# Poezje. Seria pierwsza
Poezje. Seria pierwsza – tomik wierszy Kazimierza Przerwy-Tetmajera, opublikowany w 1891. Zbiorek zawiera między innymi wiersze W jesieni, Zasnąć już, Do snu, Jak dziwnie smutne, posępne, złowieszcze, Schnąca limba, Niewierny, Konaj, me serce..., W oliwnym gaju, Cień Chopina i Fragmencik.
Zobacz też: Poezje. Seria druga.